# محمد قيوضي
محمد علي أحمد محمد قيوضي الوالي مواليد 16 مايو 1998، لاعب كرة قدم إماراتي يجيد اللعب كحارس مرمى مع نادي الوصل الإماراتي.

## مسيرة اللاعب
لعب مع نادي العروبة ونادي الوصل.